# Michele Mara
Michele Mara (Busto Arsizio, 2 de outubro de 1903 - 18 de novembro de 1986) foi um ciclista italiano que foi profissional entre 1928 e 1937.  Durante a sua carreira desportiva conseguiu 22 vitórias, sendo as mais importantes uma Giro de Lombardia, uma Milão-Sanremo e sete etapas do Giro d'Italia, cinco delas em 1930.

## Palmarés
- 1927
  - Copa Cidade de Busto Arsizio
  - Coppa San Geo

- 1928
  - Copa Cidade de Busto Arsizio

- 1930
  - Giro de Lombardia
  - Milão-Sanremo
  - Roma-Nápoles-Roma e vencedor de 2 etapas
  - 5 etapas do Giro d'Italia

- 1931
  - 2 etapas do Giro d'Italia

## Resultados nas grandes voltas
| Corrida            | 1928 | 1929 | 1930 | 1931 | 1932 | 1933 | 1934 | 1935 | 1936 | 1937 |
| ------------------ | ---- | ---- | ---- | ---- | ---- | ---- | ---- | ---- | ---- | ---- |
| Giro d'Italia      | -    | 15.º | 15.º | Ab.  | 6.º  | -    | Ab.  | -    | -    | 28.º |
| Tour de France     | -    | Ab.  | -    | -    | -    | -    | -    | -    | -    | -    |
| Volta a Espanha    | -    | -    | -    | -    | -    | -    | -    | -    | -    | -    |
| Mundial em Estrada | -    | -    | -    | -    | -    | -    | -    | -    | -    | -    |